# Regina Virserius
Regina Virserius ou Régina Virserius, née le 8 mars 1969 à Helsingborg, est une photographe suédoise.
Sculptrice de formation, elle puise son inspiration conceptuelle dans les réflexions postmodernistes et des œuvres des structuralistes, comme Michel Foucault et Gilles Deleuze, et provoque des allers retours permanents entre l’imaginaire et le réel, entre la perception sensible et l’espace mental.

## Biographie
Régina Virserius est née le 8 mars 1969 à Helsingborg.
Elle suit une formation initiale de cinéma et de théâtre à Lund, en Suède, jusqu’en 1991. Elle poursuit ses études à Paris et est diplômée de l’École nationale supérieure des beaux-arts de Paris en 1996. Elle suit le cursus du Central Saint Martins College of Art and Design à Londres en 1997. Elle est en résidence à l’Academy Schloss Solitude, à Stuttgart en 1997. En 2000, elle est lauréate de la villa Médicis à Rome. En 2008, le ministère de la Culture et de la Communication acquiert son œuvre intitulée Una Cosa Mentale. En 2010, elle participe à la Photobiennale de Moscou. Elle vit et travaille essentiellement à Paris.

## Œuvres
- Une Cosa Mentale, texte par Larisa Dryansky, attenant, Édition Flammarion / CNAP, 2010.
- Paysages d'enfance[5].

## Expositions

### Personnelles
- 2005 : Attenant, Centre culturel suédois, Paris, France.
- 2006 : Inflexions, galerie Eric Dupont, Paris, France.
- 2007 : Plis, galerie Eric Dupont, Paris, France.
- 2010 : D’un temps l’autre, galerie Eric Dupont, Paris, France.
- 2011 :
  - Una Cosa mentale and portfolios, bibliothèque des Arts décoratifs, Paris.
  - Full emotion, galerie Eric Dupont, Paris, France.
- 2012 :
  - Regina Virserius, musée d’Art et d’Histoire de Chinon, Chinon, France.
  - Le Cube Rouge, Paris, France.
- 2013 :
  - Les apparitions, Le Bel Ordinaire, Pau, France.
  - Une Cosa Mentale, Arielle d’Hauterives galerie, Bruxelles, Belgique.

### Collectives
- 2002 : Totto normale, villa Médicis, Rome, Italie.
- 2005 :
  - Portraits choisis, domaine de Chamarande, France.
  - Fringales, Les Abattoirs, Avallon, France.
  - À table, domaine de Chamarande, France.
- 2006 : Vitevu, Société française de photographie, Paris, France.
- 2008 :
  - La grande traversée / Horizons photography, musée national des beaux-arts du Québec, Gaspé Museum, Rimouski, Canada.
  - Assises. Cent une chaises, ministère de la Culture et de la Communication, Paris, France.
- 2009 :
  - Rencontres d'Arles, Collection of the National Library.
  - Parcours Saint-Germain, Paris, France.
  - Musée civil d’Art contemporain, Consenza.
- 2010 :
  - Mosaïque de Moscou, Biennale de la photographie, Nouveau Manège, Moscou, Russie.
  - La projection For intérieur, Voies off, Arles, commissaire Michel Poivert.
- 2011 : Genius Loci, les collections photographiques de M. et Mme Fontfreyde, Clermont-Ferrand, France.
- 2013 : Mois de l’art contemporain, Artefacts / Frac Réunion, médiathèque à Tampon, La Réunion, France.
- 2014 : Oceanic, avec Monila Larsen Dennis, Sidney & Bernie Davis Art Center, Floride, États-Unis.
- 2017 : Group show weather report : About Weather Culture and Climate Science, Art and Exhibition Hall of the Federal Republic of Germany Museumsmeile, Bonn, Allemagne.

## Récompenses
- 2000 : prix de l’Académie de France, villa Médicis à Rome, Italie.
- 2006 : grand prix de l’Académie des beaux-arts à Paris.